# Solo (Zündhölzer)
Solo ist ein tschechischer Zündholzhersteller, der heute nur mehr als Handelsbetrieb arbeitet, dessen Wurzeln aber bis in die Zeit der Erfindung der Streichhölzer zurückreicht. In der Blütezeit des Unternehmens belieferte es ganz Mitteleuropa, vor allem die österreichisch-ungarische Monarchie, und zählte zu den Marktführern Zentraleuropas. Gegründet wurde Solo 1903 durch den Zusammenschluss von mehreren Zündholzherstellern zur SOLO Zündwaren- und Wichsefabriken AG. In der Zwischenkriegszeit wurde Solo in eine tschechische und eine österreichische SOLO geteilt.
Der Firmensitz ist Sušice in Tschechien. Als Handelsfirma beschäftigt Solo 25 Mitarbeiter und erzielt mit 400 Millionen Zündholzschachteln einen Umsatz von ca. 165 Millionen tschechischen Kronen.

## Geschichte

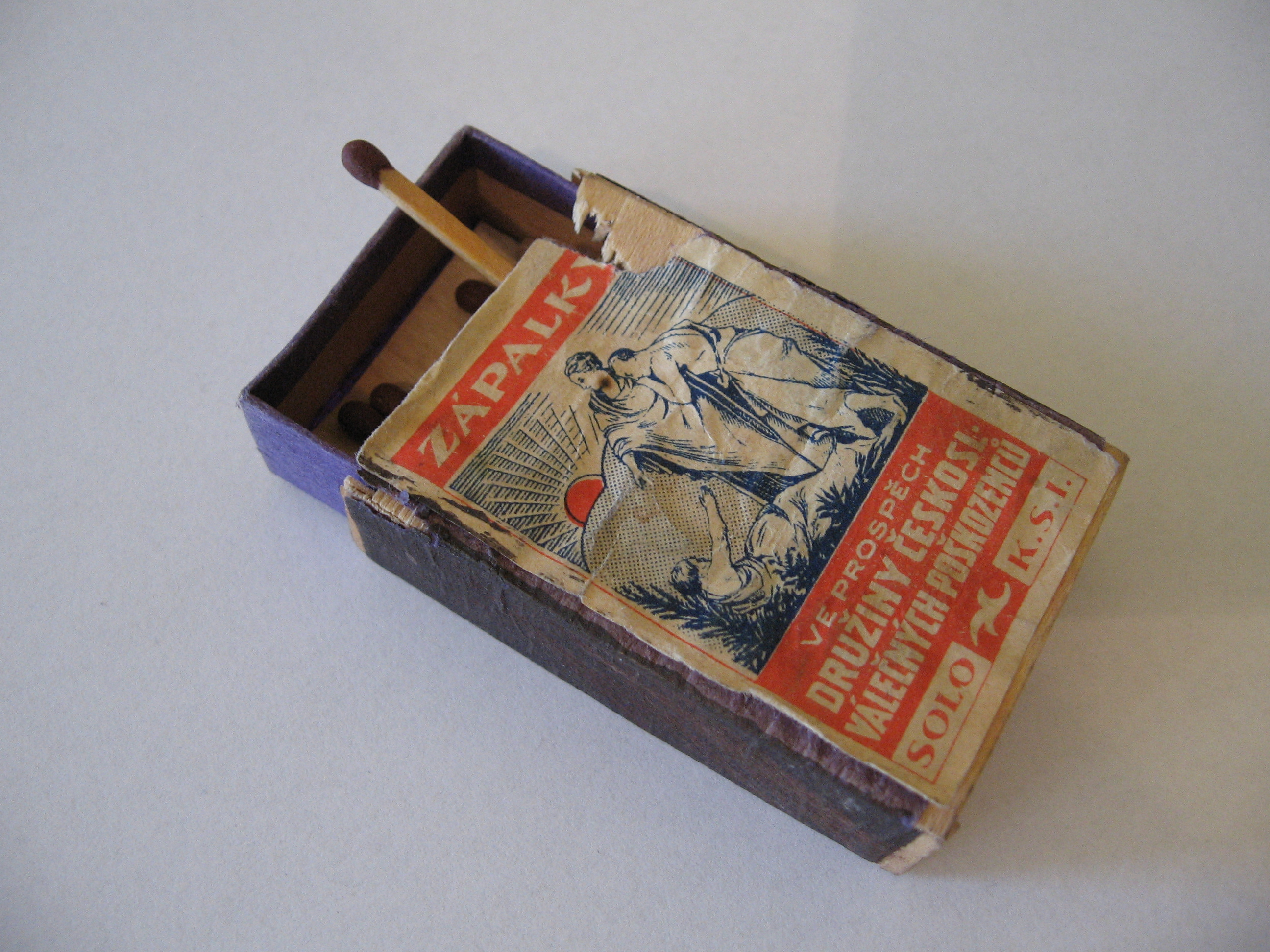
Zündhölzer von SOLO

Die Gründung des Unternehmens geht auf den Handwerker Adalbert (Vojtech) Scheinost zurück, der 1839 von Wien wieder in seine Heimat zurückkehrte. Er beherrschte die Technologie der damals neu entwickelten Zündholzerzeugung und tat sich mit dem jüdischen Industriellen Bernhard Fürth zusammen. Dieser hatte das Kapital aus dem Verkauf von Gänsefedern nach Amerika. Miteinander gründeten sie eine Zündholzfabrik in Schüttenhofen, wie der deutsche Name von Sušice lautete. Im Jahr 1844 konnte die Erzeugung aufgenommen werden. Als zwei Jahre später die Stadt auch an die Bahn angeschlossen wurde, war es möglich in die gesamte Monarchie zu liefern.
Bernhard Fürth starb 1849 und das Unternehmen wurde von Agnes Fürth übernommen. Scheinost verließ 1865 das Unternehmen.
Im Jahr 1895 wurde die erste Schutzmarke mit der tschechischen Bezeichnung KLÍČ (der Schlüssel) registriert.
In Stainz wurde 1870 von Georg Kollmann die Zündwarenfabrik Stainz – Stallhof gegründet. In dieser wurden die Zündhölzer eher handwerksmäßig erzeugt, während in Deutschlandsberg bereits 1856 von Florian Pojatzi ein Werk gegründet wurde, wo sie schon industrieller erzeugt wurden. Pojatzi kaufte im Jahr 1881 den Betrieb und gründete so die k.k. privilegierte Zündwarenfabrik Florian Pojatze und Compagnie.
Im Jahr 1882 wurde auch die Actiengesellschaft Union, vereinigte Zündholz- und Wichsefabriken gegründet, die ab 1885 auch in Linz einen Betrieb hatte. An diesen Namen erinnert nur mehr die Unionstraße in Linz.

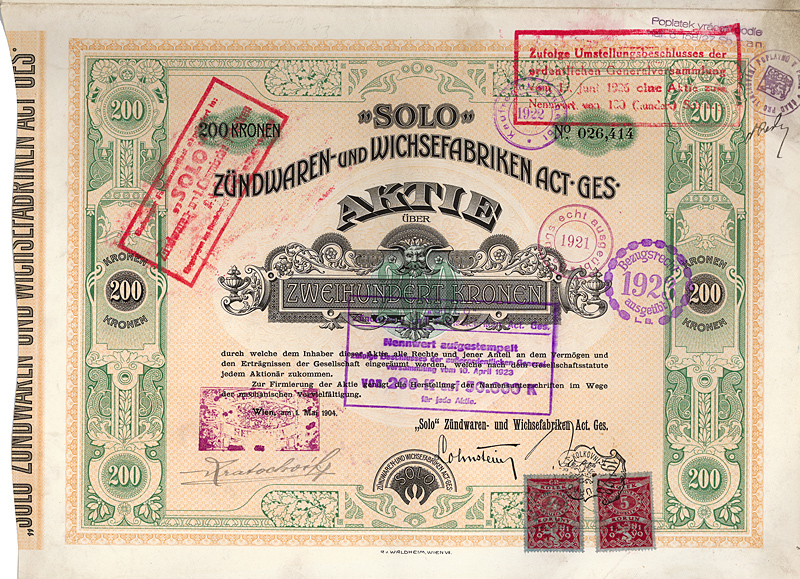
Aktie über 200 Kronen der Solo Zündwaren- und Wichsefabriken AG vom 1. Mai 1904

Im Jahr 1903 wurde die Zündholzfabrik der Söhne Bernhard Fürths Simon und Daniel und mehrere andere Zündholzfabriken zur „Solo – Zündwaren- und Wichse-Fabriken Actien Gesellschaft“ mit Sitz in Wien vereinigt. Das neue Unternehmen hatte nun Produktionen neben Schüttenhofen auch in Strakonitz ebenfalls in Böhmen sowie in Linz und im steirischen Stainz und Deutschlandsberg.
Die Leitung der Werke erfolgte zwar von Wien aus. Die beiden Brüder pendelten aber zwischen Wien und Sušice, was der böhmischen Stadt auch einen gesellschaftlichen Aufschwung brachte. So entstand beispielsweise hier der erste Tennisplatz. Aber auch für die Mitarbeiter aller Solo-Werke wurden soziale Leistungen eingeführt. So führte Solo als eines der ersten Unternehmen der Monarchie die Arbeitsunfallversicherung ein. In Sušice führte die Enkelin von Daniel Fürth Eva Perl direkt neben der Fabrik ein Fürsorgehaus, das sowohl den Nationalsozialismus, als auch den Kommunismus überlebt hat und erst nach 1989 geschlossen wurde (Eva Perl starb 2003).
Im Jahr 1914 konnte in Sušice eine Anlage der Firma Voith in Sankt Pölten in Betrieb genommen werden, die bis zum Produktionsende 2008 produzierte. Eine Maschine gleichen Typs findet man auch im Technischen Museum in Wien.
Ernst Fürth, der jüngere Bruder Eva Perls, studierte zuerst Chemie und übernahm später das Unternehmen seines Vaters und Onkels. Nach dem Ersten Weltkrieg wurde die Aktiengesellschaft auf einzelne Firmen in den Nachfolgestaaten aufgeteilt. Der tschechische Teil hieß Vereinigte tschechoslowakische Zündhölzer und Kienholz-fabriken. Aber alle Betriebe blieben unter der Leitung Fürths.
Im Jahr 1927 ging ein Teil der Aktien an Ivar Kreuger. Eine komplette Übernahme konnte von Ernst Fürth abgewendet werden.
Nach dem Anschluss Österreichs mussten die Familienmitglieder der jüdischen Familie Fürth flüchten. Ernst Fürth ging mit seiner Frau nach Frankreich, wo er jedoch 1942 in das KZ Drancy gebracht wurde. Er kam zwar wieder frei, starb aber kurz darauf. Die Angehörigen, die in Sušice verblieben, wurden 1942 ins KZ Theresienstadt gebracht und in einem der polnischen Lager umgebracht.
Sowohl das tschechische als auch das österreichische Unternehmen wurden 1938 in die Deutsche Zündwaren Monopolgesellschaft eingegliedert. Nach dem Zweiten Weltkrieg wurde die Produktion wieder aufgenommen und 1946 als Staatsbetrieb weitergeführt. Im Jahr 1958 kam auch ein Betrieb in Lipník nad Bečvou dazu, der aber noch vor der Wende im Jahr 1988 wieder verkauft wurde.
In den 1980er Jahren wurde der Betrieb modernisiert und die Produktion von den Holzschachteln auf Kartonschachteln umgestellt. Im Jahr 1990 wurde das Unternehmen Solo Sušice und 1997 als Tochterunternehmen Solo Sirkárna mit Sitz in Sušice gegründet. Ende 2008 wurde die Produktion der Zündhölzer in Tschechien eingestellt und nach Indien ausgelagert. Das Produktionsunternehmen wurde in ein Handelsunternehmen umgewandelt.
Die österreichische Produktion in Deutschlandsberg wurde am 31. März 1982 geschlossen. In Österreich befindet sich seit damals keine Zündholzproduktion mehr. Am 26. Mai 1979 war schon das markante, schmale und hohe, lange jedoch stillliegende Betriebsgebäude in Linz, Unionstraße – an den Bahnhofgleisen zwischen Westbrücke und ÖBB-Werkstätte, es trug die Leuchtschrift-Lettern "SOLO" auf der südöstlichen Dachfläche – gesprengt worden.

## Erinnerung
In Sušice befindet sich ein Zündholzmuseum. In Deutschlandsberg wurde 2010 als Projektarbeit der HLW eine Ausstellung zusammengestellt über die Zündholzherstellung in der Steiermark und unter dem Titel Solo – erloschenes Feuer in der Bezirkshauptmannschaft ausgestellt.